# Torajirō Kojima
Pour les articles homonymes, voir Kojima.
Torajirō Kojima (3 avril 1881 - 8 mars 1929) est un peintre japonais né dans le village de Shimohara, district de Kawakami, préfecture d'Okayama (de nos jours quartier de Nariwa, ville de Takahashi). En tant que peintre, il subit plusieurs influences européennes, dont celle de l’impressionnisme mais aussi du fauvisme.

## Biographie

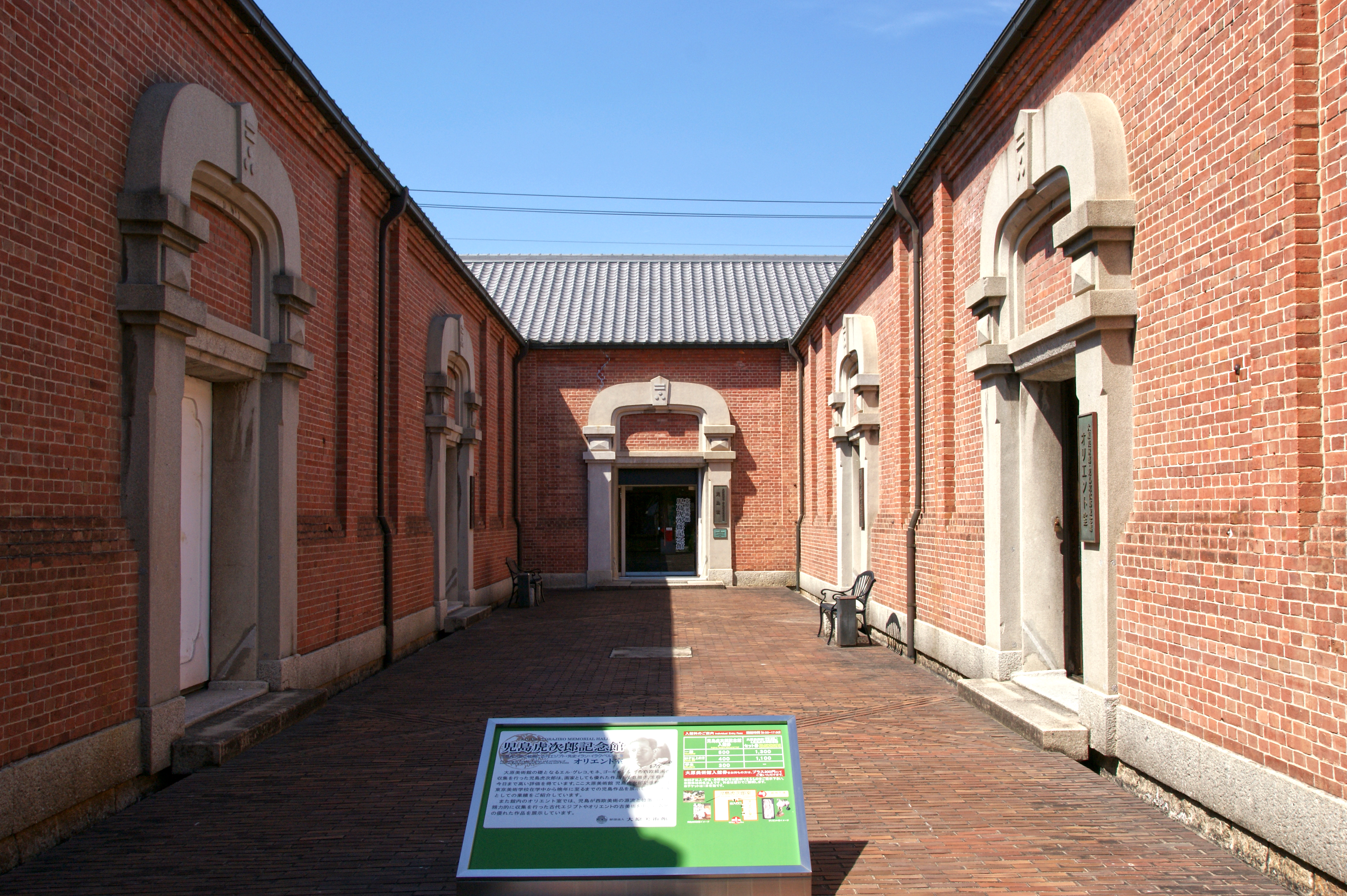
Musée commémoratif Torajirō Kojima à Kurashiki (fermé en 2017)

Il est né dans une famille modeste à Shimohara, dans la préfecture d'Okayama, qui fait aujourd'hui partie de la ville de Takahashi.
Kojima se rend à Tokyo en 1901 pour étudier la peinture, et rejoint le département de peinture occidentale de l'École des Beaux-Arts de Tokyo. Pendant ses études, il reçoit le soutien financier de Ōhara Magosaburō, riche homme d'affaires d'un an son ainé, basé à Kurashiki. ll entretiendra une amitié avec lui tout le long de sa vie, et continuera à recevoir de sa part un soutien financier. Il obtient son diplôme en 1904,
Ses débuts sur la scène artistique sont brillants : en 1907, il remporte le premier prix des Beaux-Arts de l'Exposition Industrielle de Tokyo grâce a son œuvre なさけの庭 (nasake no niwa, «  le jardin de la compassion ») que le Ministère de la Maison Impériale acquiert par la suite.
En 1908, il part étudier en Europe. Un an plus tard, il entre à l'Académie royale des beaux-arts de Gand, en Belgique, ou il étudiera les techniques impressionnistes auprès de Jean Delvin ou encore d'Émile Claus. Il obtient son diplôme en tête de sa promotion en 1912 et rentre au Japon en novembre. L'année suivante, en 1913, il épouse Tomoko, la fille aînée de Jūji Ishii, fondateur de l'orphelinat d'Okayama. Il voyage en Chine et en Corée tout en travaillant sur ses peintures. À la demande de son ami et bienfaiteur Magosaburō, il se rend plusieurs fois en Europe, surtout en France, pour acheter des tableaux, entre autres de Claude Monet, Le Greco, Paul Gauguin et Auguste Rodin, lesquels constitueront la collection de départ du musée d'Art Ōhara à Kurashiki.
En 1924, la Société des Adorateurs du Meiji-jingū lui commande une fresque en l'honneur de l'empereur Meiji. Cependant, la conception de la fresque l'éreinte, et il meurt en 1929. Son ami Shigeru Yoshida achève l'œuvre, laquelle fait partie de la collection de la Meiji Jingū Seitoku Memorial Picture Gallery.

## Œuvres
Peintre emblématique du mouvement impressionniste japonais, il est connu pour ses portraits et paysages aux couleurs vives.

## Musées
De 1972 à 2017, le musée d'art Ōhara dispose d'une annexe, le musée commémoratif Torajirō Kojima.
Le musée d'art Ohara planifie le lancement d'une nouvelle structure, dont le nom provisoire est Shin Kojima Kan (新児島間, « Nouveau musée Kojima »). L'ouverture  prévue pour avril 2022 est repoussée, la crise du coronavirus compliquant la gestion du projet et les investissements étant insuffisants : les salles d'exposition sont disponibles mais manquent encore d'équipements tels que les vitrines. En avril 2022 l'ouverture officielle est annoncée pour «  la fin de l'année fiscale 2024  », ce qui pourrait signifier début 2025. Une ouverture temporaire au public a lieu en octobre et novembre 2022 .
Le musée de Nariwa, situé à Takahashi, ouvre en 1953 en l'honneur de Kojima. Il expose ses oeuvres ainsi que des objets datant de l'Égypte Antique qu'il a collecté durant ses voyages.

## Galerie d'oeuvres

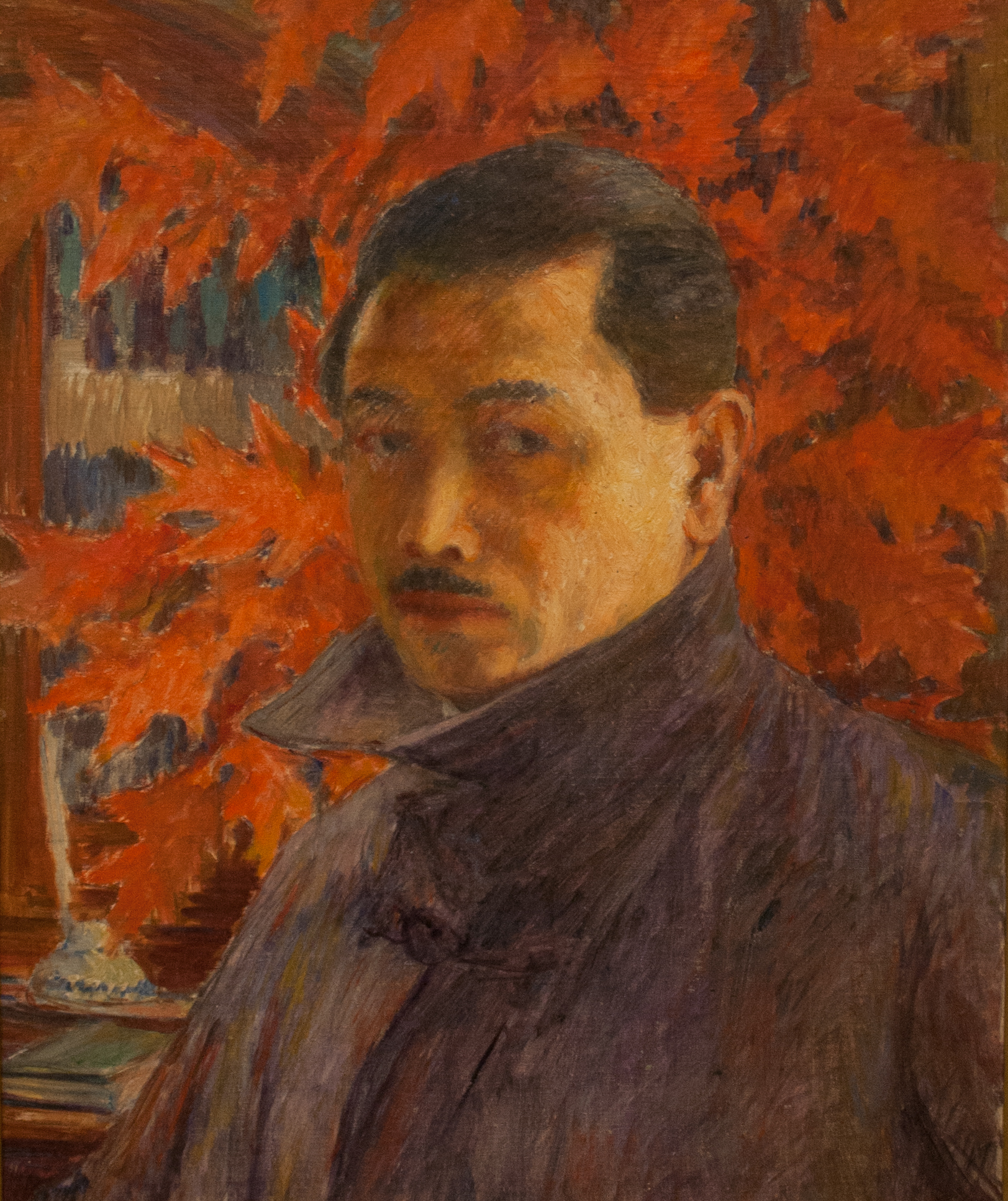
Autoportrait, musée des Beaux-Arts de Gand
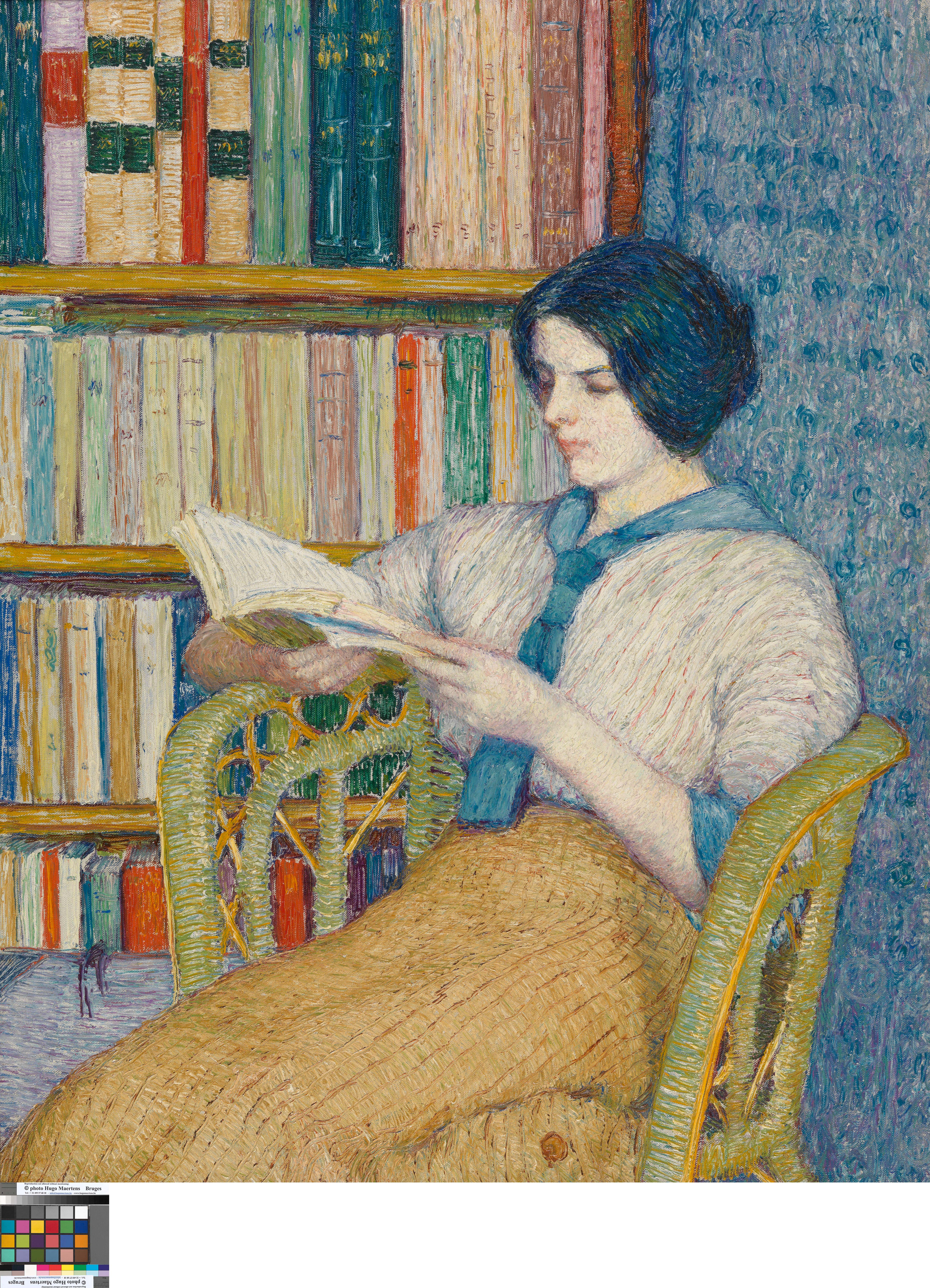
Femme lisant, musée des Beaux-Arts de Gand
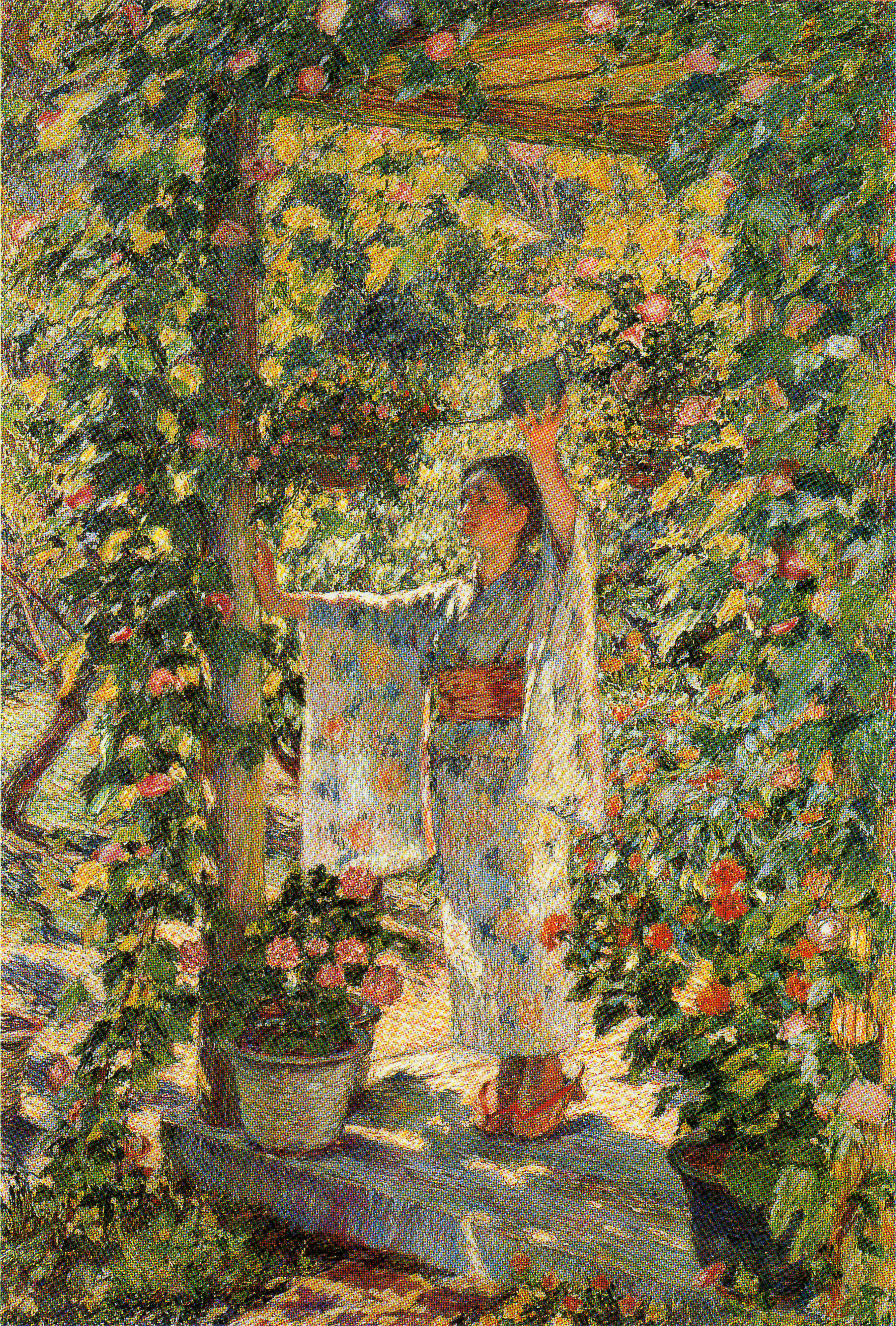
Belle de jour, musée d'Art Ōhara.
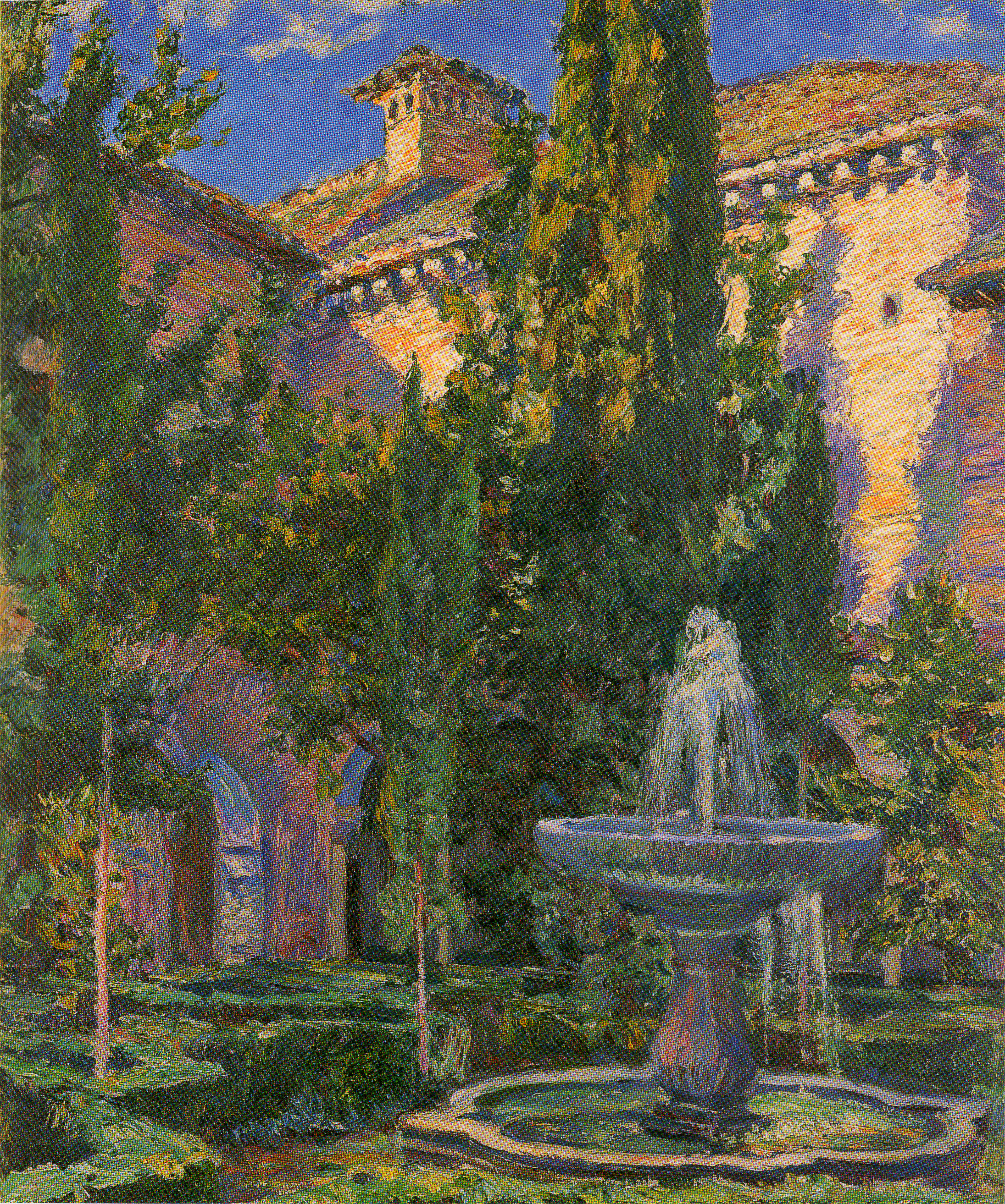
L'Alhambra, musée d'Art Ōhara
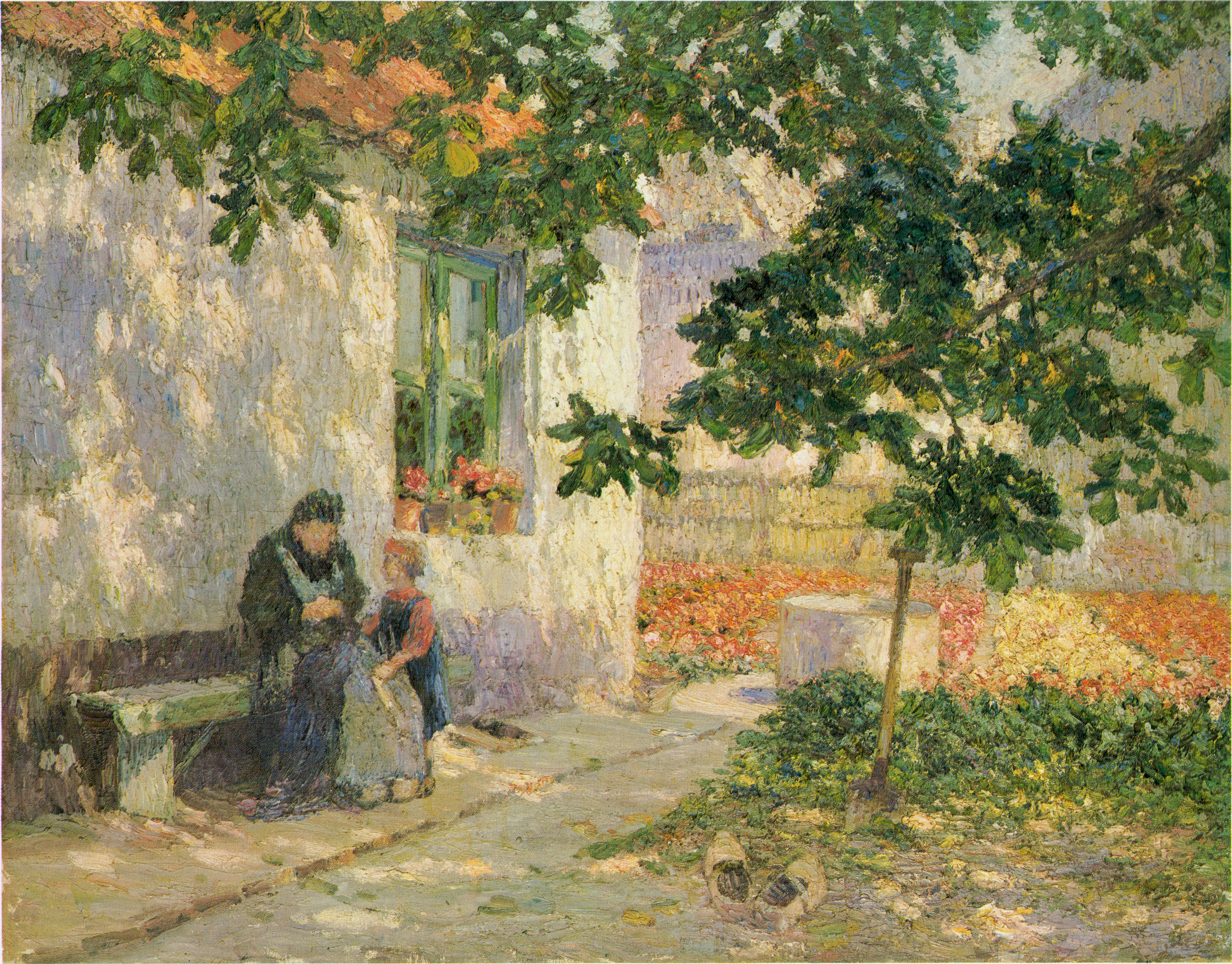
Jardin aux begonias, musée d'Art Ōhara